# Муниципальное образование «Посёлок Приморский»
Муниципальное образование «Посёлок Приморский» — муниципальное образование со статусом сельского поселения в 
Осинском районе Иркутской области России. Административный центр — Приморский.

## Демография
По результатам Всероссийской переписи населения 2010 года 
численность населения муниципального образования составила 1704 человека, в том числе 840 мужчин и 864 женщины.

## Населенные пункты
В состав муниципального образования входят населенные пункты
- Приморский[2]